# 合氣道 (韓國)

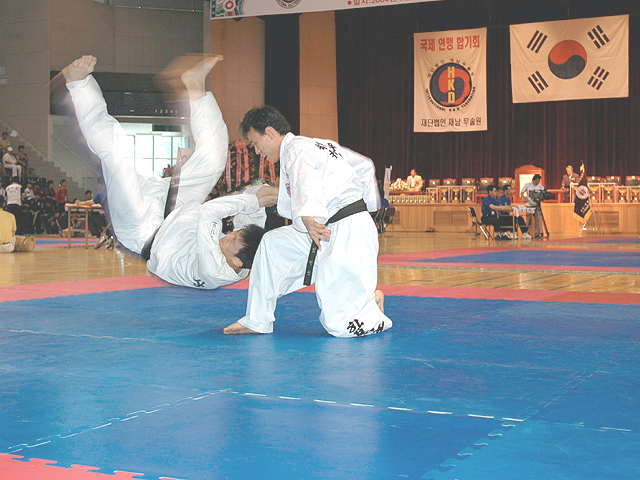
韓國合氣道比賽

韓式合氣道（韓語：합기도）是以武田氏大東流合氣柔術為基礎並吸納韓國某些實用武術後，融通而成的具有韓式風格的合氣道，並成為韓國人自行發展的一種實戰武術，與日式合氣道（日语：合気道）已經有一些差異。

## 簡介
韓國合氣道創始人崔龍述在七歲的時候被佔領朝鮮半島的日軍帶到日本做工，後來被柔術大師武田惣角收養。但是武田並不把他當養子看待，而是把他當做家僕，不過崔龍述還是有機會學習大東流合氣柔術，並曾在1935年擊敗前來挑戰武田的對手。1943年武田過世後，崔龍述回到韓國大邱並於1951年開設大韓合気柔拳術道場以傳授合氣柔術。當時韓國於戰後學習武術的風氣很盛，尤其許多攻擊性的武術在此段時間發展很快；受到這種風氣影響，崔龍述後來結合了跆拳道的踢技以及拳擊道的拳技，於1963年正式完成這套系統，並命名為「合氣道」。自此韓國合氣道與日本合氣道兩種合氣道流派，彼此在不同的路線上發展。
韓國合氣道在崔龍述初期教授時，其方式主要跟大東流合氣柔術相似。後來經過崔龍述及其學生池漢載發展後，加入了其他韓國武術的打擊、踢擊、兵器技術，成為一種兼具打撃、摔投、擒拿、關節技、兵器的綜合武術。
韓國合氣道亦是以破壞對手重心，使用關節技及摔技為主，與日本合氣道之間的主要差異在於融入了較多的打擊技。但與其它武術不同的是，韓國合氣道的打擊技術並不強調出招的速度，而在於力度及準確度，並且主要用於使用關節技前的連接招式，或是最後給予對方必殺的一擊。對資深的修習者，更強調面對中短距離武器如匕首、短棍、劍等武器的防衛。
韓國合氣道的三個基本原則是︰「和」（不反抗）、「圓」（圓周運動）和「流」（水的法則）。「和」指的是放鬆並利用敵人的力量來進行反擊。「圓」指的是以自然的圓周運動來獲取動量或能量的概念。「流」指的則是仿傚漲潮和退潮的原理來施展力量和能量。
韓國合氣道的訓練過程相當激烈而且嚴格。典型的訓練過程包括技巧練習、地板運動、個人練習、自由對打以及培養內在能量的練習。這些練習包含溫和或猛烈的摔投，以及從合氣柔術演變而來的關節固定技巧。在兵器訓練方面，包含了36種不同的兵器︰棍、劍、刀、手杖、繩、線等。
總括而言，韓國合氣道兼具拳腳打撃技、摔投制伏技、兵器搏擊等。

## 內部連結
- 合氣道

## 外部連結
- 世界合氣道本部 Hapkidowon（页面存档备份，存于）（英文）
- 國際合氣道聯盟（页面存档备份，存于）
- 全球合氣道聯盟（英文）
- 世界合氣道協會（页面存档备份，存于）（英文）
- 駱氏韓式合氣道館 （页面存档备份，存于）
- LOK'S HAPKIDO SCHOOL （页面存档备份，存于）